# Chris Arlman
Chris Arlman (Meppel, 26 februari 1944 – Harlingen, 2 juli 2008) was een Nederlands politicus voor de Partij van de Arbeid (PvdA).
Arlman was burgemeester van Nieuweschans (1981-1990), Pekela (1990-1998) en van 1 juni 1998 tot 1 juli 2006  van Harlingen. In 2007 was hij bovendien enige tijd waarnemend burgemeester van de gemeente Bellingwedde. Bij zijn afscheid als burgemeester van Harlingen is Arlman benoemd tot Ridder in de Orde van Oranje-Nassau.
Chris Arlman was enige tijd voorzitter van betaald-voetbal vereniging BV Veendam (1991-1998) en Cambuur Leeuwarden (1999-2000).
Op 2 juli 2008 kreeg Chris Arlman op 64-jarige leeftijd een hartaanval op het terrein van kaatsvereniging Eendracht. Hij werd overgebracht naar het Medisch Centrum Leeuwarden, waar hij later die dag overleed.